# Papirus BM 10808

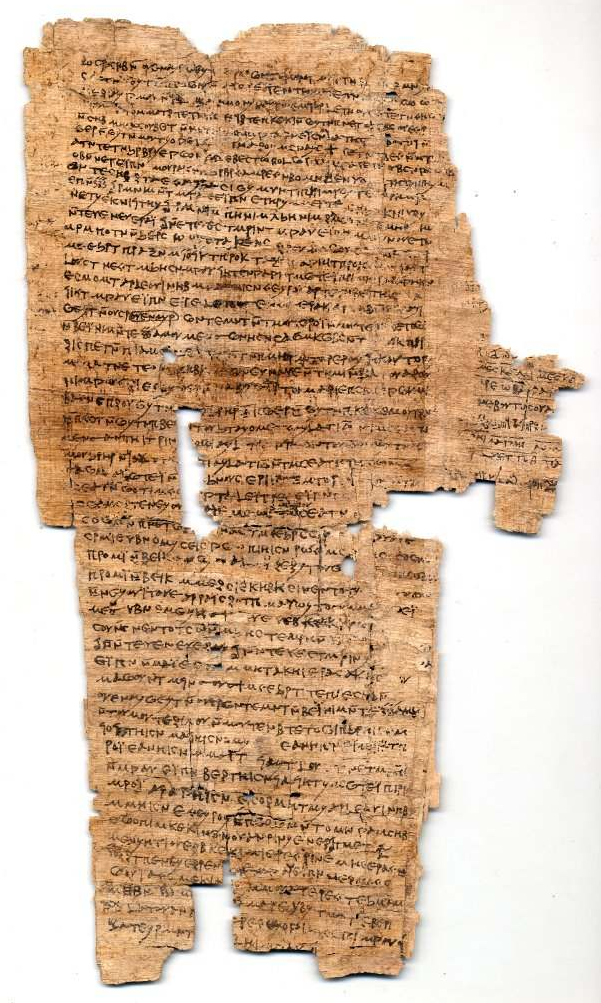
Papirus BM 10808

Papirus BM 10808 – fragment rękopisu napisanego w języku greckim i egipskim, odkryty w Oksyrynchos. Fragment jest datowany na II wiek n.e. Od 1968 roku przechowywany jest w Department of Manuscripts Biblioteki Brytyjskiej (10808).
Manuskrypt został napisany na papirusie w formie zwoju. Rozmiary zachowanego fragmentu wynoszą 29,2 na 16,5 cm. Fragment ten zawiera dwie kolumny, z których jedna zachowała się niemal w całości i zawiera 53 linijki a druga tylko fragmentarycznie i zawiera urywki 12 linii. Tekst zawiera trzy magiczne zaklęcia wypowiadane przed trzema demonami, aby zwalczyć gorączkę.